# Araz Abdullayev
Araz Abdulla oğlu Abdullayev (Baku, 18 aprile 1992) è un calciatore azero, centrocampista del Karvan.

## Carriera

### Club
Il 7 gennaio 2011 viene annunciato il suo ingaggio da parte dell'Everton, che però potrà raggiungere solo al termine della stagione.

### Nazionale
Debutta nel 2008 con la nazionale azera.

## Palmarès

### Club

#### Competizioni nazionali
- Campionato azero: 2

Neftçi Baku: 2010-2011, 2012-2013
- Coppa dell'Azerbaigian: 2

Neftçi Baku: 2012-2013, 2013-2014